# Jean Pierre Léaud
Jean-Pierre Léaud (París, 28 de maig de 1944) és un actor de cinema francès, conegut per la seva col·laboració amb el director francès François Truffaut (en set pel·lícules) i Jean-Luc Godard (en nou pel·lícules).

## Trajectòria
Encara que el 1957 ja havia intervingut en la pel·lícula La Tour, Prends Garde! de Georges Lampin, va assolir la fama com a actor quan tenia 14 anys en el paper d'Antoine Doinel, un alter ego del director francès François Truffaut, a Les Quatre Cents Coups.
Al llarg d'un període de vint anys, va protagonitzar en quatre pel·lícules més de Truffaut, la vida de Doinel, en les tres últimes juntament amb l'actriu Claude Jade en el paper de la seva núvia i després esposa, Christine.
Aquestes pel·lícules van ser Antoine et Colette (1962), episodi de la pel·lícula col·lectiva L'amour à vingt ans (1962), Baisers volés (1968), Domicile conjugal (1970) i L'Amour en fuite (1978). També va participar en altres films de Truffaut en papers diferents del d'Antoine Doinel, com a Les dues angleses i el continent (1971) i La nit americana (1973).
Léaud ha actuat també en pel·lícules d'altres influents directors, com Jean Eustache, Jean-Luc Godard, Bernardo Bertolucci, Pier Paolo Pasolini, Aki Kaurismaki, Tsai Ming-Liang i Olivier Assayas. Amb aquests tres últims, la seva filmografia va ser ressuscitada.
Kaurismaki li va donar papers diferents dels habituals de Léaud perquè, en paraules del director finès, sempre s'ha dit que Léaud fa de si mateix.

## Comentaris
El seu personatge en les pel·lícules del cicle Doinel pot considerar-se com un alter ego de Truffaut, ja que aquestes pel·lícules contenen molts aspectes autobiogràfics que remeten a la vida de Truffaut; així, per exemple, en Els 400 cops: el preadolescent amb seriosos problemes familiars i escolars, l'absentisme escolar (en el cas de Truffaut, per assistir al cinema), els petits robatoris... En les posteriors pel·lícules de la sèrie potser no són tan clares les referències a la vida de Truffaut, però s'endevinen en detalls com la deserció (i posterior empresonament) del protagonista, l'atzarosa vida sentimental d'aquest, el seu interès per la lectura...
La seva filmografia és valorada per la crítica com la millor d'un actor europeu. No obstant això, l'actor no ha estat molt valorat per la crítica.

## Filmografia

### En cinema
- 1958: La Tour, prends garde ! de Georges Lampin.
- 1959: Les Quatre Cents Coups de François Truffaut - Antoine Doinel.
- 1960: Boulevard de Julien Duvivier.
- 1960: Le Testament d'Orphée de Jean Cocteau.
- 1962: Antoine et Colette de François Truffaut, sketch du film L'Amour à 20 ans.
- 1964: Mata Hari de Jean-Louis Richard.
- 1965: Pierrot le fou de Jean-Luc Godard.
- 1965: L'Amour à la mer de Guy Gilles.
- 1966: Le Père Noël a les yeux bleus de Jean Eustache.
- 1966: Made in USA de Jean-Luc Godard.
- 1966: Masculin féminin de Jean-Luc Godard.
- 1966: Alphaville de Jean-Luc Godard.
- 1967: Anticipation, ou l'Amour en l'an 2000 de Jean-Luc Godard, episodi de Le Plus Vieux Métier du monde.
- 1967: Week-end de Jean-Luc Godard: Saint-Just.
- 1967: La Chinoise de Jean-Luc Godard.
- 1967: Le Départ de Jerzy Skolimowski.
- 1968: Baisers volés de François Truffaut - Antoine Doinel.
- 1968: La Concentration de Philippe Garrel.
- 1968: The Twenty-Year-Olds de Jerzy Skolimowski, episodi de Dialóg 20-40-60.
- 1969: Paul de Diourka Medveczky.
- 1969: Porcile de Pier Paolo Pasolini.
- 1969: Le Gai Savoir de Jean-Luc Godard.
- 1970: Domicile conjugal de François Truffaut - Antoine Doinel.
- 1970: Os Herdeiros de Carlos Diegues.
- 1970: Le Lion à sept têtes de Glauber Rocha.
- 1971: Les dues angleses i el continent de François Truffaut.
- 1971: Out 1 : Noli me tangere de Jacques Rivette.
- 1971: Une aventure de Billy le Kid de Luc Moullet.
- 1972: L'últim tango a París de Bernardo Bertolucci.
- 1973: La Maman et la Putain de Jean Eustache.
- 1973: La nit americana de François Truffaut.
- 1975: Umarmungen und andere Sachen de Jochen Richter.
- 1976: Les Lolos de Lola de Bernard Dubois.
- 1979: L'Amour en fuite de François Truffaut - Antoine Doinel.
- 1980: Parano de Bernard Dubois.
- 1981: La Cassure de Ramón Muñoz.
- 1981: Aiutami a sognare de Pupi Avati.
- 1983: Rebelote de Jacques Richard.
- 1984: Rue Fontaine de Philippe Garrel, episodi de Paris vu par... vingt ans après.
- 1985: Csak egy mozi de Pál Sándor.
- 1985: Treasure Island de Raoul Ruiz.
- 1985: Détective de Jean-Luc Godard.
- 1986: Corps et Biens de Benoît Jacquot.
- 1986: Boran - Zeit zum Zielen de Daniel Zuta.
- 1987: Les Keufs de Josiane Balasko.
- 1987: Jane B. par Agnès V. d'Agnès Varda.
- 1987: Ossegg oder Die Wahrheit über Hänsel und Gretel de Thees Klahn.
- 1988: 36 fillette de Catherine Breillat.
- 1988: La Couleur du vent de Pierre Granier-Deferre.
- 1988: Sei delitti per padre Brown de Vittorio De Sisti.
- 1989: Bunker Palace Hôtel d'Enki Bilal.
- 1989: Femme de papier de Suzanne Schiffman.
- 1990: J'ai engagé un tueur d'Aki Kaurismäki.
- 1991: C'est la vie de Daniel Cohn-Bendit i Peter Franz Steinbach.
- 1991: Paris s'éveille d'Olivier Assayas.
- 1992: I Hired a Contract Killer d'Aki Kaurismäki.
- 1993: La Naissance de l'amour de Philippe Garrel.
- 1994: Personne ne m'aime de Marion Vernoux.
- 1995: Les Cent et Une Nuits de Simon Cinéma d'Agnès Varda.
- 1996: Mon homme de Bertrand Blier
- 1996: Irma Vep d'Olivier Assayas
- 1996: Pour rire de Lucas Belvaux
- 1996: Le Journal du séducteur de Danièle Dubroux
- 1998: Elizabeth de Shekhar Kapur (non crédité)
- 1999: Innocent de Costa Natsis
- 2000: L'Affaire Marcorelle de Serge Le Péron
- 2000: Une affaire de goût de Bernard Rapp
- 2001: Le Pornographe de Bertrand Bonello
- 2001: Ni neibian jidian de Tsai Ming-liang
- 2001: Léaud l'unique de Serge Le Péron (documental sobre Jean-Pierre Léaud)
- 2002: La Guerre à Paris de Yolande Zauberman
- 2004: Folle Embellie de Dominique Cabrera
- 2005: J'ai vu tuer Ben Barka de Serge Le Péron
- 2005: Léaud de Hurle-dents de Jacques Richard
- 2005: Le Fantôme d'Henri Langlois de Jacques Richard
- 2009: Visage de Tsai Ming-liang
- 2011: Le Havre d'Aki Kaurismäki
- 2012: Camille redouble de Noémie Lvovsky
- 2016: La mort de Louis XIV d'Albert Serra – Lluís XIV
- 2017: M de Sara Forestier
- 2017: Le lion est mort ce soir de Nobuhiro Suwa – Jean
- 2018: Alien Crystal Palace de Arielle Dombasle
- 2018: L'Île aux chiens de Wes Anderson

### En televisió
- 1973: L'Éducation sentimentale, de Marcel Cravenne
- 1981: Le Petit Pommier, de Liliane de Kermadec
- 1982: Mersonne ne m'aime de Liliane de Kermadec
- 1985: L'Herbe rouge, de Pierre Kast
- 1985: Le Tueur assis, de Jean-André Fieschi
- 1985: Néo Polar (sèrie) de Philippe Venault, episodi Des choses qui arrivent
- 1986: Grandeur et décadence d'un petit commerce de cinéma, de Jean-Luc Godard
- 1988: Les Ministères de l'Art, de Philippe Garrel
- 1990: Le Gorille, sèrie, episodi Le Gorille poker de Peter Patzak: Bicchieri
- 2009: L'Homme aux cercles bleus, de Josée Dayan

## Teatre
- 1966: À Memphis il y a un homme d'une force prodigieuse de Jean Audureau, posada en escena Antoine Bourseiller, Festival du Marais
- 1967: Silence, l'arbre remue encore de François Billetdoux, posada en escena Antoine Bourseiller, Festival d'Avinyo
- 1967: La Baye de Philippe Adrien, posada en escena Antoine Bourseiller, Festival d'Avinyó

## Distincions
- 2000: César d'honor
- 2013: Cavaller de la Legió d'honor (promoció de l'1 de gener)[10]
- 2016: Palma d'honor[11]
- 2017: Premi Lumière al millor actor per La mort de Louis XIV d'Albert Serra